# Fidel Corrales Jiménez
Fidel Corrales Jiménez (ur. 7 lipca 1987 w Pinar del Río) – kubański szachista, reprezentant Stanów Zjednoczonych od 2014, arcymistrz od 2008 roku.

## Kariera szachowa
Pierwsze znaczące sukcesy szachowe zaczął odnosić pod koniec 2004, zwyciężając w dwóch kołowych turniejach, rozegranych w Varadero oraz Holguin (oba w obsadzie krajowej). W 2005 zwyciężył w kolejnym turnieju w Holguin, natomiast w 2006 zakwalifikował się do rozegranego systemem pucharowym finału indywidualnych mistrzostw Kuby (w meczu o III m. przegrywając z Yunieskim Quezada Pérezem; w turnieju tym zdobył pierwszą normę na tytuł arcymistrza) oraz podzielił I m. (wspólnie z Walterem Arencibią) w otwartym turnieju memoriału Jose Raula Capablanki w Hawanie. W 2007 zwyciężył w Aguascalientes (wspólnie z José Gonzálezem Garcíą i Manuelem Leónem Hoyosem) oraz w Manresie (wspólnie z Marcem Narciso Dublanem). W bardzo udanym dla niego 2008 zdobył dwie kolejne normy arcymistrzowskie, w La Rodzie (dz. I m. wspólnie z Karenem Movsziszianem i Alexisem Cabrerą) oraz w Balaguerze (dz. II m. za Władimirem Bakłanem, wspólnie z Lazaro Bruzonem Batistą), zwyciężył również w kolejnych otwartych turniejach, rozegranych w Dömsödzie, Barcelonie, Harkanach, Manresie (wspólnie z m.in. Alexandrem Fierem, Raszad Babajew i Lazaro Bruzonem Batistą) oraz w Barberze del Valles (wspólnie z Lazaro Bruzonem Batistą). W 2009 zdobył srebrny medal w mistrzostwach Ameryki, rozegranych w São Paulo. W 2011 zwyciężył w rozegranym w Meridzie memoriale Carlosa Torre Repetto.
Najwyższy ranking w dotychczasowej karierze osiągnął 1 grudnia 2012, z wynikiem 2617 punktów zajmował wówczas 3. miejsce (za Leinierem Domínguezem Pérezem i Lázaro Bruzónem Batistą) wśród kubańskich szachistów.